# Mathieu van der Poel
Mathieu van der Poel (udtale: [pu:l]) (født 19. januar 1995 i Kapellen) er en hollandsk cykelrytter, som konkurrerer i cykelcross, landevejscykling og mountainbike.
Han blev verdensmester i cykelcross i 2015, 2019, 2020, 2021, 2023 og 2024, samt europamester i 2017, 2018 og 2019. Han bar den gule trøje over 6 dage i Tour de France 2021 efter en sejr på 2. etape. I 2023 blev han verdensmester i linjeløb ved VM i Glasgow.
Hans far Adrie van der Poel var også professionel cyklerytter og hans morfar var Raymond Poulidor.

## Meritter

### Landevej
2017
2. etape, Belgien Rundt
2. og 3. etape og samlet, Boucles de la Mayenne
Dwars door het Hageland
2018
1. etape og samlet, Boucles de la Mayenne
Ronde van Limburg
Hollandsk mester på landevej
Sølv ved EM i landevejscykling, linjeløb
1. og 4. etape, Arctic Race of Norway
2019
1. etape, Tour of Antalya
Grand Prix de Denain
Dwars door Vlaanderen
1. etape, Circuit de la Sarthe
Brabantse Pijl
Amstel Gold Race
1. etape, Arctic Race of Norway
Samlet + 4., 7. og 8. etape, Tour of Britain
2020
Hollandsk mester på landevej
7. etape, Tirreno-Adriatico
Samlet + 5. etape, BinckBank Tour
Flandern Rundt
2021
1. etape, UAE Tour
Strade Bianche
2. etape, Tour de France
3. og 5. etape, Tirreno-Adriatico
2. og 3. etape, Tour de Suisse
2022
Dwars door Vlaanderen
Flandern Rundt
2023
Milano-Sanremo
Paris-Roubaix
 Verdensmester i linjeløb
SUPER 8 Classic
2024
E3 Saxo Classic
Flandern Rundt
Paris-Roubaix